# 荷马希腊语
荷马希腊语是《伊利亚特》《奥德赛》及荷马诗颂所用的希腊语，是古希腊语的一种文学变体，以 爱奥尼亚希腊语为基础，带有一些伊欧里斯希腊语形式，受到少数南亚该亚希腊语影响，书面形式受阿提卡希腊语影响。赫西俄德及泰奥格尼斯等诗人所写的史诗也用这种方言，所以也称之为史诗希腊语。用史诗希腊语写的著作可以追溯到公元5世纪，直到古典时代末期才停止使用。

## 主要特征
在下面的描述中，只讨论了与之后的希腊语不同的形式。省略的形式通常可以从爱奥尼亚方言的形式中预测出来。

### 音系
荷马希腊语同爱奥尼亚希腊语类似，不同于古典阿提卡希腊语：所有长都变为。
| 荷马希腊语 | 阿提卡希腊语 | 词义               |
| ---------- | ------------ | ------------------ |
|            |              | 特洛伊（主格单数） |
|            |              | 1小时（主格单数）  |
|            |              | 门（与格复数）     |

例外的名词如“一位女神”，以及第一类变格名词的属格复数，及第一类变格阳性名词的与格单数。
例如“女神们的”；“阿特柔斯儿子的”。

### 名词
第一类变格
大多数阴性名词的主格单数词尾为，而非长，在、后也如此（爱奥尼亚特征）：对应。和少数人名仍以结尾。
部分阳性名词的主格单书以短结尾，而非：对应阿提卡。
阳性名词属格单数词尾为或（仅见于元音后），而非：对应阿提卡.。
属格复数的词尾一般是或：对应阿提卡。
与格复数一般以或结尾：对应阿提卡。
第二类变格
属格单数：词尾为或。例如；。
属格、与格双数：词尾为。因此，而非。
与格复数：词尾为(ν)和。例如；。
第三类变格
宾格单数：词尾为或。例如；。
与格复数：词尾为或。例如；。
荷马希腊语缺乏晚期希腊语常见的音重迁移（某些α词干的属格复数和某些阳性α词干属格单数除外）：
- 荷马希腊语而非；而非
- 而非
- 而非
- 而非

荷马希腊语的词尾有时会有变化：
- 与交替

有关名词的说明：
- 短元音后原始希腊语的*ts是或，具体的形式可以出于韵律的需要具体选择。例如=；=；=。
- 原始希腊语工具格残留为词尾(ν) ((ν))，可用于名词和形容词的与格单复数（偶尔也用于属格单复数）。例如（用力……）；（含着泪……）；（在山里……）。

### 代词
|      | 单数 | 双数 | 复数 |
| ---- | ---- | ---- | ---- |
| 主格 |      |      |      |
| 属格 |      |      |      |
| 与格 |      |      |      |
| 宾格 |      |      |      |

|      | 单数 | 双数 | 复数     |
| ---- | ---- | ---- | -------- |
| 主格 |      |      |          |
| 属格 |      |      | , ὔμμέων |
| 与格 |      |      |          |
| 宾格 |      |      |          |

|      | 单数 | 双数 | 复数 |
| ---- | ---- | ---- | ---- |
| 主格 | —    |      |      |
| 属格 |      |      |      |
| 与格 |      |      |      |
| 宾格 |      |      |      |

- 第三人称单数或罕见的单数冠词：
- 第三人称复数或罕见的复数冠词：主格；与格。

| 主格 |              |
| 宾格 |              |
| 属格 |              |
| 与格 |              |
| 属格 | [ 需要解释 ] |

### 动词
人称后缀
而非。例如第三人称复数主动的为，而非。
第三人称复数中/被动语态一般以或结尾，例如=。
时态
将来时：一般不变形。例如而非；而非τελῶ。
现在时/未完成时：有时在词尾前加。例如：“他们不停地逃跑”
不定过去时/过去进行时：词尾可能失落。例如可能出现而非；可能出现而非。
荷马希腊语没有历史现在时，有命令语态。荷马之后修昔底德及希罗多德的作品中，命令语态被历史现在时代替了。
虚拟语气
虚拟语气一般出现短元音。因此会出现而非。
第二人称单数中动虚拟语气词尾为或。
第三人称单数主动虚拟语气词尾为(ν)，因此有，而非。
虚拟语气有时代替将来时。
不定式
不定式词尾有、，代替了。例如对应；对应；、对应；代替了。
收缩动词
阿提卡方言收缩动词为，荷马希腊语则用或代替。例如阿提卡对应荷马。
相似地，在收缩为，或收缩为的地方，荷马希腊语形式为或。

### 副词
副词后缀
“到哪里”：“到战争中”
“怎么”；“用哭声”
“从哪里”；“从上方”
“哪里”；“在高处”

### 助词
“所以”（过渡）
 “和”（接续）
语气词
 “确实”
  “肯定”
 “仅仅”
 “我告诉你……”（断言）

### 其他特征
在绝大多数环境中，荷马希腊语都没有真正的定冠词。、及其变形曾出现过，但一般只用作指示代词。

## 词汇
荷马在《伊利亚特》和《奥德赛》中使用了约9000个单词，其中382个是专名。剩下7618个词中有2307个只用过一次。据古典学家Clyde Pharr的说法，“《伊利亚特》有1097个罕用词，《奥德赛》有868个。”其他人对这一术语的定义有所不同，在《伊利亚特》中找到了303个，《奥德赛》有191个。

## 语例
《伊利亚特》1–7句
Μῆνιν ἄειδε, θεά, Πηληϊάδεω Ἀχιλῆος

οὐλομένην, ἣ μυρί’ Ἀχαιοῖς ἄλγε’ ἔθηκε,

πολλὰς δ’ ἰφθίμους ψυχὰς Ἄϊδι προΐαψεν

ἡρώων, αὐτοὺς δὲ ἑλώρια τεῦχε κύνεσσιν

οἰωνοῖσί τε δαῖτα· Διὸς δ’ ἐτελείετο βουλή·

ἐξ οὗ δὴ τὰ πρῶτα διαστήτην ἐρίσαντε

Ἀτρεΐδης τε ἄναξ ἀνδρῶν καὶ δῖος Ἀχιλλεύς.
译文：
歌唱吧，女神！歌唱裴琉斯之子阿基琉斯的憤怒——
他的暴怒招致了這場凶險的災禍，給阿開亞人帶來了
受之不盡的苦難，將許多豪杰強健的魂魄
打入了哀地斯，而把他們的軀体，作為美食，扔給了
狗和兀鳥，從而實踐了宙斯的意志，
從初時的一場爭執開始，當事的雙方是
阿特柔斯之子、民眾的王者阿伽門農和卓越的阿基琉斯。

## 知名作家
- 荷马
- 赫西俄德
- 泰奥格尼斯
- 罗德岛的阿波罗尼奥斯
- 士麦那的昆图斯
- 农诺斯
- 荷马诗颂的作者

### 特洛伊始末的作者
- 阿尔克提努斯
- 欧墨洛斯

## 书目
- Pharr, Clyde.  Homeric Greek: A Book for Beginners.  University of Oklahoma Press, Norman, new edition, 1959. Revised edition: John Wright, 1985.  ISBN 0-8061-1937-3. First edition of 1920 in public domain. （页面存档备份，存于）
- Stanford, William Bedell. .  1 2nd. Macmillan Education Ltd. 1959: ix–lxxxvi [1947]. ISBN 1-85399-502-9.

## 阅读更多
- Bakker, Egbert J., ed. 2010. A companion to the Ancient Greek language. Oxford: Wiley-Blackwell.
- Christidis, Anastasios-Phoivos, ed. 2007. A history of Ancient Greek: From the beginnings to Late Antiquity. Cambridge, UK: Cambridge University Press.
- Colvin, Stephen C. 2007. A historical Greek reader: Mycenaean to the koiné. Oxford: Oxford University Press.
- Edwards, G. Patrick. 1971. The language of Hesiod in its traditional context. Oxford: Blackwell.
- Hackstein, Olav. 2010. "The Greek of epic." In A companion to the Ancient Greek language. Edited by Egbert J. Bakker, 401–23. Oxford: Wiley-Blackwell.
- Horrocks, Geoffrey C. 1987. "The Ionian epic tradition: Was there an Aeolic phase in its development?" Minos 20–22: 269–94.
- ––––. 2010. Greek: A history of the language and its speakers. 2nd ed. Oxford: Wiley-Blackwell.
- Janko, Richard. 1982. Homer, Hesiod, and the Hymns: Diachronic development in epic diction. Cambridge, UK: Cambridge University Press.
- ––––. 1992. "The origins and evolution of the Epic diction." In The Iliad: A commentary. Vol. 4, Books 13–16. Edited by Richard Janko, 8–19. Cambridge, UK: Cambridge University Press.
- Lord, Albert B. 1960. The singer of tales. Cambridge, MA: Harvard University Press.
- Nagy, Gregory. 1995. "An evolutionary model for the making of Homeric poetry: Comparative perspectives." In The ages of Homer. Edited by Jane Burr Carter and Sarah Morris, 163–79. Austin: University of Texas Press.
- Palmer, Leonard R. 1980. The Greek language. London: Faber & Faber.
- Parry, Milman. 1971. The making of Homeric verse: The collected papers of Milman Parry. Edited by Adam Parry. Oxford: Clarendon.
- Reece, Steve. 2009. Homer's Winged Words: the Evolution of Early Greek Epic Diction in the Light of Oral Theory. Amsterdam: Brill.
- West, Martin L. 1988. "The rise of the Greek epic." Journal of Hellenic Studies 108: 151–72.